# Walentina Wladimirowna Swetlowa
Walentina Wladimirowna Swetlowa (russisch Валентина Владимировна Светлова; * 16. November 1949 in der Sowjetunion) ist eine sowjetische und russische Schauspielerin.

## Leben
Walentina Swetlowa wuchs in musischer Umgebung auf: ihr Vater war der Opern-Solist Wladimir Gawrjuschow, ihre Mutter Ballett-Tänzerin. Sie erhielt als Kind eine Ausbildung in Musik und Tanz und ging auf Tournee durch die Sowjetunion und hatte Gastspiele in Polen und in Frankreich. Sie heiratete den Fußballer Wjatscheslaw „Slawa“ Ambarzumjan von Spartak Moskau.
1975 absolvierte sie ihre Schauspielausbildung an der Schteschepkin-Theaterhochschule. Seit August 1975 war sie am Maly-Theater in Moskau engagiert. Dort spielte sie unter anderem die Leonore in Friedrich Schillers Die Verschwörung des Fiesco zu Genua, die Ismene in Jean Racines Phädra und die Anna Pawlowna in Alexander Ostrowskis Ein einträglicher Posten.
Ihr Filmdebüt gab sie 1977 in Nikolai Litus’  Sportdrama Jesli ty uidjosch... und spielte in Chotschu byt ministrom von Jekaterina Staschewskaja-Narodizkaja. 1981 gab ihr Sergei Jutkewitsch die Rolle der Nadeschda Krupskaja neben Juri Kajurow und Claude Jade in Lenin in Paris.
Anschließend spielte sie die Krupskaja mit Nikolai Gubenko in den 28 Folgen der Serie „W.I. Lenin. Stranizy schisni“ (В.И. Ленин. Страницы жизни). Als man ihr eine weitere Darstellung der Krupskaja anbot, lehnte sie ab.
Walentina Swetlowa drehte weiterhin sporadisch und spielt weiterhin Theater.